# Stanisław Pieńkowski (żołnierz)

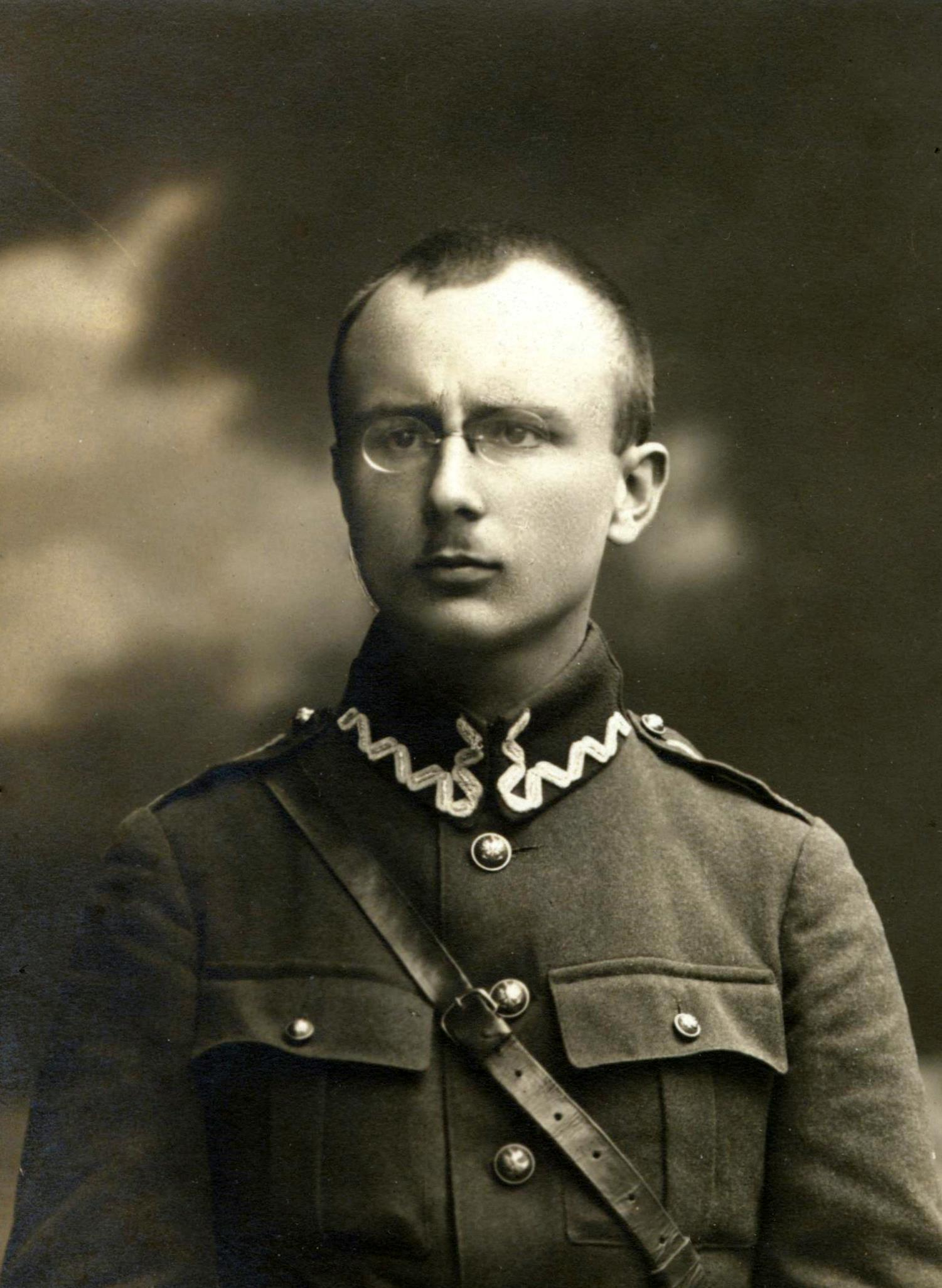
Stanisław Pieńkowski, fotografia z ok. 1920 roku

Stanisław Maria Pieńkowski, ps. Strzembosz, Brona, Hubert (ur. 24 września 1900 w Warszawie, zm. 23 marca 1989) – polski urzędnik, oficer i wywiadowca, organizator konspiracji wojskowej pod okupacją niemiecką w okresie II wojny światowej, w tym zalążka oddziału partyzanckiego OP-15 Armii Krajowej, w 1945 likwidator struktur Podokręgu AK Rzeszów.

## Życiorys
Był synem pisarza Stanisława i Marii Cumft, córki niemieckiego pastora ze Żmudzi, tłumaczki prac Friedricha Nietzschego.
Od 1915 uczestniczył w konspiracji i w walkach o niepodległość Polski jako członek Polskiej Organizacji Wojskowej, używając pseudonimu Strzembosz. Działał w szeregach POW w Warszawie i na Suwalszczyźnie, gdzie do jego współpracowników należeli Adam Koc, Jan Niekrasz, Karol Lilienfeld-Krzewski, Jan Karczewski, Stefan Blank-Weissberg, Adam Zajączkowski i Bolesław Srocki. W 1919 został ciężko ranny w walce z Niemcami. W listopadzie 1918 wstąpił do Wojska Polskiego. Walczył przeciwko Ukraińskiej Armii Halickiej w wojnie polsko-ukraińskiej (1918–1919) i jako ochotnik w wojnie polsko-bolszewickiej (1920).
Po demobilizacji został kierownikiem referatu mniejszościowego Urzędu Wojewódzkiego w Lublinie, a w 1933 kierownikiem referatu polityczno-narodowościowego (do spraw mniejszości niemieckiej) i radca ministerialny urzędu wojewódzkiego w Poznaniu; stanowisko to zajmował do wybuchu II wojny światowej. 
W październiku 1939 jako porucznik rezerwy odbył z Henrykiem Borkowskim i ks. Janem Góreckim naradę w mieszkaniu tego ostatniego w Miejscu Piastowym, po której wyruszył na rowerze do Warszawy i nawiązał dzięki kontaktom peowiackim łączność z dowództwem Służby Zwycięstwu Polski. Mianowany inspektorem rejonowym SZP w Krośnie pod pseudonimem Strzembosz, nadzorował budowę organizacji w powiatach brzozowskim, krośnieńskim i sanockim. Jego zastępcą został por. Rudolf Ryba ps. Rudek, a adiutantem – por. Józef Cząstka ps. Kotwicz. W styczniu 1940 Pieńkowski nawiązał współpracę z pchor. Zenonem Sobotą ps. Tomasz, który od września 1939 kierował na Podkarpaciu organizacją Młoda Polska. Od marca 1940 kierował przerzutem pieniędzy z kas polowych oddziałów Wojska Polskiego internowanych na Węgrzech przez Krosno do Krakowa; na odcinku Sanok–Krosno kurierką była jego żona Bronisława.
W lipcu 1940 Pieńkowski został mianowany przez komendanta Okręgu Kraków Związku Walki Zbrojnej, płk. dypl. Juliana Filipowicza, zastępcą nowego inspektora krośnieńskiego, mjr. Witolda Obidowicza ps. Orszak. W tym samym miesiącu współpracujący z Pieńkowskim Sobota przystąpił do Związku Walki Zbrojnej dostarczając szefowi sztabu Obszaru IV ZWZ Kraków–Śląsk ppłk. Janowi Cichockiemu ps. Jaś kontaktów zbrojeniowych w Warszawie i w Lubelskiem, po czym Obidowicz przydzielił Sobotę do wywiadu z zadaniem utworzenia podległej Pieńkowskiemu sieci wywiadowczej. Sukcesy w zakresie wywiadu wojskowego przyniosły Pieńkowskiemu w grudniu 1940 nominację od płk. Filipowicza na szefa ekspozytury Oddziału II Komendy Okręgu ZWZ Kraków na terenie Małopolski Środkowej (Podkarpacia). W lutym 1941 otrzymał przydział do sztabu Komendy Okręgu ZWZ Kraków i przeniesienie do Krakowa w związku z wizytą Gestapo w jego mieszkaniu po tym, jak Sobota zażądał od niego wyjazdu z Podkarpacia i przekazania kontaktów. Od 1943 Pieńkowski był szefem ekspozytury wywiadu ofensywnego Oddziału II Komendy Okręgu AK Kraków na terenie Podokręgu AK Rzeszów, używając pseudonimu Brona. Koordynował z ramienia Okręgu AK Kraków obserwację rozpoczętych w listopadzie 1943 niemieckich prób z bronią rakietową V-2 na poligonie w Bliźnie.
5 sierpnia 1944 Pieńkowski, w stopniu kapitana, wziął udział jako tłumacz komendanta Podokręgu AK Rzeszów płk. Kazimierza Putka w ceremonii powitalnej i konferencji z przedstawicielem Armii Czerwonej w kwaterze sowieckiej w Hotelu Udziałowym przy ul. Grottgera w Rzeszowie, a 6 sierpnia po wręczeniu o godz. 15 pisemnego protestu swojego dowódcy reprezentował władze AK podczas składania broni przez miejskie oddziały wartownicze AK na dziedzińcu starostwa powiatowego przy ul. 3 Maja o godz. 19. Od sierpnia 1944 pełnił funkcję referenta do spraw politycznych w Komendzie Podokręgu AK Rzeszów.
Awansowany na majora 1 stycznia 1945. Po aresztowaniu płk. Putka w nocy 12/13 grudnia 1944 przez kontrwywiad 1 Frontu Ukraińskiego Pieńkowski ogłosił się 13 stycznia 1945 jego następcą, powołując się na polecenia Komendy Okręgu AK Kraków i zaapelował do żołnierzy AK o bojkotowanie rozkazu specjalnego Putka w sprawie mobilizacji żołnierzy podziemia do rzeszowskiej Dywizji Piechoty AK oraz zaniechania oporu wobec Armii Czerwonej i Tymczasowego Rządu Rzeczypospolitej Polskiej w zamian za przerwanie represji sowieckich; jego kontrzarządzenie zostało rozplakatowane w mieście przez patrole komórki propagandowej Zygmunta Merty ps. Pula. 26 stycznia 1945 podczas wizyty w Krakowie Pieńkowski został wyznaczony przez płk. Przemysława Nakoniecznikoffa-Klukowskiego tymczasowym komendantem Podokręgu AK Rzeszów w likwidacji pod pseudonimem Hubert, z rozkazem powstrzymania akcji Putka aż do użycia siły włącznie. Przeciwko przejęciu dowództwa przez Pieńkowskiego wystąpił mjr. Łukasz Ciepliński, który 30 stycznia sam odwiedził Nakoniecznikoffa w Krakowie. 5 lutego 1945 Pieńkowski rozkazem wykonawczym o rozwiązaniu Armii Krajowej rozpoczął likwidację Podokręgu Rzeszów, z której zdawał comiesięczne raporty do Krakowa. Choć Nakoniecznikoff nakazał zakończenie likwidacji do końca marca, misja Pieńkowskiego była przewidziana do połowy maja, a następnie przedłużona na jego wniosek do lipca. Zastępcą Pieńkowskiego został mjr Józef Rządzki. Pieńkowski przywiózł z Krakowa pieniądze na jednorazowe wypłaty dla żołnierzy inspektoratów w likwidacji Przemyśl i Krosno (Ciepliński jako inspektor rzeszowski miał własny dostęp do zasobów Okręgu Kraków), a 8 marca przekazał trzem inspektorom wytyczne dotyczące organizacji propagandy. Jego rozkaz z 27 lutego o zmagazynowaniu broni i sprzętu został zbojkotowany w Inspektoracie Rzeszów. Wiosną 1945 zabronił żołnierzom Podokręgu szukania kontaktów z Ukraińską Powstańczą Armią przeciwko Sowietom.
18 lipca 1945, w przeddzień zaplanowanego wyjazdu z raportami do Krakowa, Pieńkowski został aresztowany przez Urząd Bezpieczeństwa. Pod wpływem rozmów z płk. Nowikowem i szefem WUBP w Rzeszowie Władysławem Sobczyńskim wydał 26 lipca z więzienia inspektorom rozkaz ujawnienia się i zdania broni, co udaremnił mianowany przez niego pełnomocnikiem na czas wyjazdu mjr Wincenty Rutkowski. Zwolniony 16 października z zadaniem ujawnienia struktur i dokumentów Podokręgu w porozumieniu z Komisją Likwidacyjną AK Obszaru Południowego w Krakowie, Pieńkowski nie wykonał zobowiązań i trafił ponownie do więzienia w Rzeszowie 24 lub 26 października 1945. Na wolność wyszedł 22 grudnia 1945 za wstawiennictwem ppłk. Jana Mazurkiewicza i płk. Putka, po czym wziął udział w pracach Komisji Likwidacyjnej Podokręgu Rzeszów dla spraw byłej Armii Krajowej.
Osiadł w Poznaniu, gdzie znalazł zatrudnienie w Tymczasowym Zarządzie Państwowym. W latach 1955–1975 znajdował się pod obserwacją UB i Służby Bezpieczeństwa. W 1965 ukończył wspomnienia z okresu formowania się II RP, które ukazały się drukiem w 2013.

## Publikacje
- Peowiacy. Wspomnienia o ludziach z okresu walk o niepodległość 1918–1921, oprac. Michał Andrzejczak i Karol Dziuda, Księży Młyn Dom Wydawniczy, Łódź 2013, ISBN 978-83-7729-197-9